# Каменець-Вроцлавський
Каменець-Вроцлавський (пол. Kamieniec Wrocławski) — село в Польщі, у гміні Черниця Вроцлавського повіту Нижньосілезького воєводства.
Населення — 2295 осіб (2011).
У 1975-1998 роках село належало до Вроцлавського воєводства.

## Демографія
Демографічна структура станом на 31 березня 2011 року:
|          | Загалом | Допрацездатний вік | Працездатний вік | Постпрацездатний вік |
| -------- | ------- | ------------------ | ---------------- | -------------------- |
| Чоловіки | 1130    | 266                | 765              | 99                   |
| Жінки    | 1165    | 256                | 717              | 192                  |
| Разом    | 2295    | 522                | 1482             | 291                  |